# كرايغ أوينز
كرايغ أوينز (بالإنجليزية: Craig Owens)‏ هو صحفي أمريكي، ولد في 1950، وتوفي في 1990 في شيكاغو في الولايات المتحدة.